# Championnat de France de football américain 2018
Navigation
Saison 2017 Saison 2019
Le championnat de France de football américain 2018, appelé Casque de diamant 2018, est la 37e saison du championnat de France de football américain. Elle met aux prises huit équipes réparties en deux poules géographiques (Nord et Sud), qui s'affrontent lors de la saison régulière, chaque équipe jouant dix matches. Les quatre premières équipes à l'issue de la saison régulière s'affrontent en play-off pour désigner le Champion de France 2018.

## Déroulement du championnat

### Équipes participantes
Le championnat compte huit clubs répartis en deux poules géographiques Nord et Sud de quatre clubs. Les clubs participants sont les trois premières équipes des poules Nord et Sud du Casque de diamant 2017 (Nord : Flash de La Courneuve, Léopards de Rouen, Cougars de Saint-Ouen-l'Aumône et Sud : Black Panthers de Thonon, Argonautes d'Aix-en-Provence, Falcons de Bron-Villeurbanne) ainsi que les finalistes du Casque d'or (Les Molosses d'Asnières au Nord et les Blue Stars de Marseille au Sud).
Le tenant du titre de la saison 2017 est le Flash de La Courneuve.
| \| Saint-Ouen Rouen La Courneuve Asnières Aix-en-Provence Thonon Villeurbanne Marseille \| Localisation des clubs engagés dans le championnat. |
| Saint-Ouen Rouen La Courneuve Asnières Aix-en-Provence Thonon Villeurbanne Marseille                                                           |

| Équipe                         | Montée | Titres | Saisons |
| ------------------------------ | ------ | ------ | ------- |
| Cougars de Saint-Ouen-l'Aumône | 2000   | 2      | 18      |
| Léopards de Rouen              | 2016   | 0      | 1       |
| Flash de La Courneuve          | 1985   | 10     | 32      |
| Molosses d'Asnières P          | 2017   | 0      | 15      |

| Équipe                       | Montée | Titres | Saisons |
| ---------------------------- | ------ | ------ | ------- |
| Argonautes d'Aix-en-Provence | 2014   | 8      | 28      |
| Black Panthers de Thonon     | 2004   | 2      | 17      |
| Falcons de Bron-Villeurbanne | 2016   | 0      | 1       |
| Blue Stars de Marseille P    | 2017   | 0      | 0       |

## Saison régulière

### Classement général
| Rang | Équipe                         | Pts | J  | G | N | P | Bp  | Bc  | Diff |
| ---- | ------------------------------ | --- | -- | - | - | - | --- | --- | ---- |
| 1    | Black Panthers de Thonon       | 28  | 10 | 9 | 0 | 1 | 314 | 106 | +208 |
| 2    | Flash de La Courneuve          | 26  | 10 | 8 | 0 | 2 | 307 | 117 | +190 |
| 3    | Blue Stars de Marseille        | 24  | 10 | 7 | 0 | 3 | 236 | 124 | +112 |
| 4    | Molosses d'Asnières            | 23  | 10 | 6 | 1 | 3 | 272 | 195 | +77  |
| 5    | Cougars de Saint-Ouen-l'Aumône | 21  | 10 | 5 | 1 | 4 | 302 | 202 | +100 |
| 6    | Argonautes d'Aix-en-Provence   | 13  | 10 | 2 | 0 | 8 | 102 | 287 | -185 |
| 7    | Léopards de Rouen              | 12  | 10 | 1 | 0 | 9 | 83  | 312 | -229 |
| 8    | Falcons de Bron-Villeurbanne   | 12  | 10 | 1 | 0 | 9 | 119 | 392 | -273 |

### Classement par poule
| Rang | Équipe                         | Pts | J  | G | N | P | Bp  | Bc  | Diff |
| ---- | ------------------------------ | --- | -- | - | - | - | --- | --- | ---- |
| 1    | Flash de La Courneuve          | 26  | 10 | 8 | 0 | 2 | 307 | 117 | +190 |
| 2    | Molosses d'Asnières            | 23  | 10 | 6 | 1 | 3 | 272 | 195 | +77  |
| 3    | Cougars de Saint-Ouen-l'Aumône | 21  | 10 | 5 | 1 | 4 | 302 | 202 | +100 |
| 4    | Léopards de Rouen              | 12  | 10 | 1 | 0 | 9 | 83  | 312 | -229 |

| Rang | Équipe                       | Pts | J  | G | N | P | Bp  | Bc  | Diff |
| ---- | ---------------------------- | --- | -- | - | - | - | --- | --- | ---- |
| 1    | Black Panthers de Thonon     | 28  | 10 | 9 | 0 | 1 | 314 | 106 | +208 |
| 2    | Blue Stars de Marseille      | 24  | 10 | 7 | 0 | 3 | 236 | 124 | +112 |
| 3    | Argonautes d'Aix-en-Provence | 13  | 10 | 2 | 0 | 8 | 102 | 287 | -185 |
| 4    | Falcons de Bron-Villeurbanne | 12  | 10 | 1 | 0 | 9 | 119 | 392 | -273 |

### Résultats
Mis à jour le 2 juillet 2018
| Résultats (dom.\ext.)                                              | Argonautes | Black Panthers | Blue Stars | Falcons | Cougars | Flash | Léopards | Molosses |
| Argonautes                                                         |            | 2-48           | 0-25       | 34-0    |         |       | 14-10    | 26-43    |
| Black Panthers                                                     | 18-0       |                | 46-19      | 48-0    | 31-12   |       | 27-20    |          |
| Blue Stars                                                         | 32-0       | 6-18           |            | 60-13   | 26-20   | 6-7   |          |          |
| Falcons                                                            | 22-8       | 7-42           | 14-21      |         |         | 7-54  |          | 21-44    |
| Cougars                                                            | 48-0       |                |            | 53-21   |         | 30-20 | 54-0     | 7-7      |
| Flash                                                              | 41-18      | 20-23          |            |         | 43-12   |       | 47-0     | 29-3     |
| Léopards                                                           |            |                | 0-21       | 28-14   | 13-33   | 0-12  |          | 12-54    |
| Molosses                                                           |            | 20-13          | 6-20       |         | 41-33   | 18-34 | 36-0     |          |
| - Victoire à domicile - Victoire à l'extérieur - Match non disputé |            |                |            |         |         |       |          |          |

## Play-off
Le Casque de Diamant 2018, est le XXXVIIe championnat de France de football américain de 1re division (Casque d'Or/Casque de Diamant). 
|  | Demi-finales                    | Demi-finales                |           |    | Finale                                                                                            | Finale                                                                                            |
|  | Demi-finales                    | Demi-finales                |           |    | Finale                                                                                            | Finale                                                                                            |
|  |                                 |                             |           |    |                                                                                                   |                                                                                                   |
|  | 16 juin 2018 à La Courneuve     | 16 juin 2018 à La Courneuve |           |    | 30 juin 2018 à Fos-sur-Mer, Stade Parsemain MVP de la finale : Paul DURAND Affluence : 2700 pers. | 30 juin 2018 à Fos-sur-Mer, Stade Parsemain MVP de la finale : Paul DURAND Affluence : 2700 pers. |
|  | 16 juin 2018 à La Courneuve     | 16 juin 2018 à La Courneuve |           |    | 30 juin 2018 à Fos-sur-Mer, Stade Parsemain MVP de la finale : Paul DURAND Affluence : 2700 pers. | 30 juin 2018 à Fos-sur-Mer, Stade Parsemain MVP de la finale : Paul DURAND Affluence : 2700 pers. |
|  | [1] Flash                       | 19                          |           |    | 30 juin 2018 à Fos-sur-Mer, Stade Parsemain MVP de la finale : Paul DURAND Affluence : 2700 pers. | 30 juin 2018 à Fos-sur-Mer, Stade Parsemain MVP de la finale : Paul DURAND Affluence : 2700 pers. |
|  | [1] Flash                       | 19                          |           |    | 30 juin 2018 à Fos-sur-Mer, Stade Parsemain MVP de la finale : Paul DURAND Affluence : 2700 pers. | 30 juin 2018 à Fos-sur-Mer, Stade Parsemain MVP de la finale : Paul DURAND Affluence : 2700 pers. |
|  | [4] Blue Stars                  | 9                           |           |    | 30 juin 2018 à Fos-sur-Mer, Stade Parsemain MVP de la finale : Paul DURAND Affluence : 2700 pers. | 30 juin 2018 à Fos-sur-Mer, Stade Parsemain MVP de la finale : Paul DURAND Affluence : 2700 pers. |
|  | [4] Blue Stars                  | 9                           | [1] Flash | 20 |                                                                                                   |                                                                                                   |
|  | 16 juin 2018 à Thonon-les-Bains |                             | [1] Flash | 20 |                                                                                                   |                                                                                                   |
|  |                                 | [2] Black Panthers          | 14        |    |                                                                                                   |                                                                                                   |
|  | [2] Black Panthers              | [2] Black Panthers          | 14        | 14 |                                                                                                   |                                                                                                   |
|  | [2] Black Panthers              |                             |           | 14 |                                                                                                   |                                                                                                   |
|  | [3] Molosses                    | 9                           |           |    |                                                                                                   |                                                                                                   |
|  | [3] Molosses                    | 9                           |           |    |                                                                                                   |                                                                                                   |

## Trophées desmeilleurs joueursFrançais et étranger
Trophées non décernées durant la saison 2017/2018.